# Arctoconopa kluane
Arctoconopa kluane är en tvåvingeart som först beskrevs av Alexander 1955.  Arctoconopa kluane ingår i släktet Arctoconopa och familjen småharkrankar. Inga underarter finns listade i Catalogue of Life.